# Bernterode (bei Heilbad Heiligenstadt)
Bernterode là một đô thị thuộc huyện Eichsfeld, Đức. Đô thị này có diện tích 8,67 km², dân số thời điểm 31 tháng 12 năm 2006 là 230 người.